# Gastrochilus inconspicuus
Gastrochilus inconspicuus es una especie de orquídea que se encuentra en Asia.

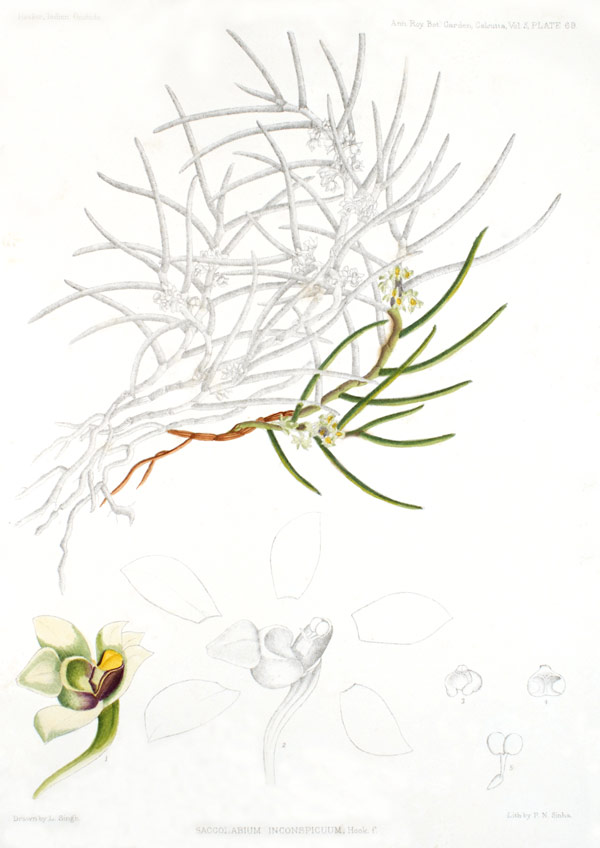
Ilustración

## Descripción
Es una planta de pequeño tamaño, que prefiere el clima cálido, de hábitos epifitas con tallos cilíndricos, flexuosos envueltos por vainas de color rojo-marrón sin hojas inferiores y las superiores cilíndricas, rectas a ligeramente curvadaa, rugoso-estriadas, de color verde oscuro, sésiles. Florece en la primavera y principios del verano en varias inflorescencias racemosas laterales, de 2 cm de largo, con 1 a 4 inflorescencia de flores.

## Distribución y hábitat
Se encuentra en el Himalaya occidental, Bangladés, Assam, Nepal, Himalaya oriental y en elevaciones de 200 a 700 metros. 

## Taxonomía
Gastrochilus inconspicuus fue descrita por (Hook.f.) Kuntze y publicado en Revisio Generum Plantarum 2: 661. 1891.
Etimología
Gastrochilus, (abreviado Gchls.): nombre genérico que deriva de la latinización de dos palabras griegas: γαστήρ, γαστρός (Gast, gasterópodos), que significa "matriz" y χειλος (Kheili), que significa "labio", refiriéndose a la forma globosa del labio.
inconspicuus: epíteto latino que significa "discreto".
sinonimia
- Saccolabium inconspicuum Hook.f. (basónimo)
- Luisia micrantha Hook.f.
- Cymbidium inconspicuum Wall. ex Hook.f.
- Luisia inconspicua (Hook.f.) King & Pantl.
- Luisiopsis inconspicua (Hook.f.) Sath. Kumar & P.C.S. Kumar[4][5]